# Ivo Krešić
Ivo Krešić (Mostar, 16. kolovoza 1979.) je hrvatski kazališni i filmski glumac iz Bosne i Hercegovine.

## Filmografija

### Televizijske uloge
- "Počivali u miru" kao Kizo (2018.)
- "General" kao zapovjednik JNA (2019.)
- "Drugo ime ljubavi" kao policajac (2019.)
- "Blago nama" (2020.)
- "Nestali" kao Dragin vojnik (2021.)

### Filmske uloge
- "Obrana i zaštita" kao Gago (2013.)
- "Mrtve ribe" kao Brico (2017.)
- "General" kao čovjek pred ulazom u šator (2019.)
- "Uzvodno prema zapadu" (kratki film) (2019.)

### Ostalo
- "Obrana i zaštita" - jezični savjetnik (2013.)
- "Uzvodno prema zapadu" - producent (2019.)

## Vanjske poveznice
- IMDB